# Ісломжон Бахромов
Ісломжон Бахромов (узб. Islomjon Bahromov; нар. 17 липня 1995) — узбецький борець греко-римського стилю, бронзовий призер чемпіонату світу, чемпіон та дворазовий бронзовий призер чемпіонатів Азії, бронзовий призер Азійських ігор в приміщенні, учасник Олімпійських ігор.

## Життєпис
Боротьбою почав займатися з 2004 року.
Виступає за спортивне товариство «Динамо» Ташкент. Тренер — Равшан Рузікулов (з 2013).

## Спортивні результати на міжнародних змаганнях

### Виступи на Олімпіадах
| Змагання                    | Збірна     | Вагова категорія                 | Місце |
| --------------------------- | ---------- | -------------------------------- | ----- |
| Літні Олімпійські ігри 2024 | Узбекистан | греко-римська боротьба, до 60 кг | 7     |

### Виступи на Чемпіонатах світу
| Змагання                        | Збірна     | Вагова категорія                 | Місце  |
| ------------------------------- | ---------- | -------------------------------- | ------ |
| Чемпіонат світу з боротьби 2019 | Узбекистан | греко-римська боротьба, до 63 кг | 10     |
| Чемпіонат світу з боротьби 2023 | Узбекистан | греко-римська боротьба, до 60 кг | Бронза |

### Виступи на Чемпіонатах Азії
| Змагання                       | Збірна     | Вагова категорія                 | Місце  |
| ------------------------------ | ---------- | -------------------------------- | ------ |
| Чемпіонат Азії з боротьби 2018 | Узбекистан | греко-римська боротьба, до 60 кг | Бронза |
| Чемпіонат Азії з боротьби 2019 | Узбекистан | греко-римська боротьба, до 60 кг | Золото |
| Чемпіонат Азії з боротьби 2020 | Узбекистан | греко-римська боротьба, до 60 кг | Бронза |
| Чемпіонат Азії з боротьби 2021 | Узбекистан | греко-римська боротьба, до 60 кг | 10     |
| Чемпіонат Азії з боротьби 2022 | Узбекистан | греко-римська боротьба, до 63 кг | 5      |
| Чемпіонат Азії з боротьби 2024 | Узбекистан | греко-римська боротьба, до 63 кг | 7      |

### Виступи на Азійських іграх
| Змагання                        | Збірна     | Вагова категорія                 | Місце  |
| ------------------------------- | ---------- | -------------------------------- | ------ |
| Азійські ігри в приміщенні 2017 | Узбекистан | греко-римська боротьба, до 59 кг | Бронза |
| Азійські ігри 2018              | Узбекистан | греко-римська боротьба, до 60 кг | 5      |
| Азійські ігри 2023              | Узбекистан | греко-римська боротьба, до 60 кг | 5      |

### Виступи на Іграх ісламської солідарності
| Змагання                          | Збірна     | Вагова категорія                 | Місце  |
| --------------------------------- | ---------- | -------------------------------- | ------ |
| Ігри ісламської солідарності 2017 | Узбекистан | греко-римська боротьба, до 59 кг | Срібло |

### Виступи на інших змаганнях
| Змагання                                            | Збірна     | Вагова категорія                        | Місце  |
| --------------------------------------------------- | ---------- | --------------------------------------- | ------ |
| Кубок Алроси 2016                                   | Узбекистан | греко-римська боротьба, до Teamevent кг | 5      |
| Турнір Івана Піддубного 2017                        | Узбекистан | греко-римська боротьба, до 59 кг        | 9      |
| Турнір Вехбі Емре і Гаміта Каплана 2017             | Узбекистан | греко-римська боротьба, до 59 кг        | 12     |
| Меморіал Олега Караваєва 2017                       | Узбекистан | команда                                 | 5      |
| Турнір Г. Картозія і В. Балавадзе 2018              | Узбекистан | греко-римська боротьба, до 60 кг        | Срібло |
| Гран-прі Загреба з боротьби 2019                    | Узбекистан | греко-римська боротьба, до 63 кг        | Золото |
| Гран-прі Угорщини з боротьби 2019                   | Узбекистан | греко-римська боротьба, до 60 кг        | 12     |
| Меморіал Олега Караваєва 2019                       | Узбекистан | греко-римська боротьба, до 63 кг        | Срібло |
| Меморіал Маттео Пелліконе 2020                      | Узбекистан | греко-римська боротьба, до 60 кг        | Срібло |
| Гран-прі Загреба з боротьби 2021                    | Узбекистан | греко-римська боротьба, до 60 кг        | Золото |
| Київський Міжнародний турнір з боротьби 2021        | Узбекистан | греко-римська боротьба, до 60 кг        | 5      |
| Кубок Владислава Пітласинські 2021                  | Узбекистан | греко-римська боротьба, до 63 кг        | Золото |
| Турнір Вехбі Емре і Гаміта Каплана 2022             | Узбекистан | греко-римська боротьба, до 63 кг        | Золото |
| Турнір К. У. Кожомкула і Р. Санатбаєва 2023         | Узбекистан | греко-римська боротьба, до 60 кг        | Золото |
| Турнір Яшара Догу, Вехбі Емре і Гаміта Каплана 2024 | Узбекистан | греко-римська боротьба, до 63 кг        | 7      |

### Виступи на змаганнях молодших вікових груп
| Змагання                                      | Збірна     | Вагова категорія                 | Місце  |
| --------------------------------------------- | ---------- | -------------------------------- | ------ |
| Чемпіонат Азії з боротьби серед юніорів 2014  | Узбекистан | греко-римська боротьба, до 50 кг | Золото |
| Чемпіонат світу з боротьби серед юніорів 2014 | Узбекистан | греко-римська боротьба, до 50 кг | 15     |
| Чемпіонат світу з боротьби серед юніорів 2015 | Узбекистан | греко-римська боротьба, до 55 кг | Бронза |
| Чемпіонат світу з боротьби серед молоді 2018  | Узбекистан | греко-римська боротьба, до 60 кг | 5      |